# Droste Woy und Westerheide
Das FFH-Gebiet NSG Droste Woy und NSG Westerheide ist rund 17 Hektar groß und befindet sich in der nordrhein-westfälischen Stadt Wesel zwischen den rechtsrheinischen Ortsteilen Flüren und Bislich. Es liegt nahe dem Flürener Altrhein. Als FFH-Gebiet bildet es einen Teil des europäischen Schutzgebietsnetzes Natura 2000.
Der Namensbestandteil „NSG“ verweist auf die vormals eigenständigen Naturschutzgebietsausweisungen dieses Bereichs. Die beiden ehemaligen Naturschutzgebiete Droste Woy (nördlicher Gebietsteil, ca. 6,5 ha) und Westerheide (südlicher Gebietsteil, ca. 10,5 ha) wurden 2009 zusammengelegt, erheblich erweitert und umbenannt in Droste Woy, Rheinaue zwischen Wesel und Bislich; das FFH-Gebiet liegt vollständig in diesem Naturschutzgebiet.
Außerdem liegt der Bereich im ebenfalls deutlich größeren EU-Vogelschutzgebiet DE-4203-401 Unterer Niederrhein.

## Gebietsbeschreibung
Das Gebiet bildet eine für das niederrheinische Tiefland typische Auenlandschaft, in dem nährstoffreiche Stillgewässer sowie Weichholzauen von besonderer Bedeutung sind. Im FFH-Gebiet befindet sich mit dem Droste Woy ein langgestreckter Kolk hinter einem Deich des Rheins, der bei einem Deichbruch im 19. Jahrhundert entstand und dessen Ufer im Süden und Osten nahtlos in die Deichböschung übergehen. Der im Naturschutzgebiet gelegene Rheindeich trägt den Namen Postdeich und gilt als ältester Deich in der Region Niederrhein.

## Flora und Fauna
Unterhalb der Mittelwasserlinie ist das Ufer am Droste Woy bis auf mäßig dichte Tannenwedelbestände beinahe vegetationslos. Das Stillgewässer ist mit Laichkraut und ähnlicher submerser Vegetation, teils auch mit Weißer Seerose bewachsen.
Das Gebiet wird insbesondere von Grünschenkeln und Waldwasserläufern als Rastplatz genutzt.